# Sebastián Calderón Centeno
Sebastián Calderón Centeno (20 de enero de 1946) es un político mexicano, miembro del Partido Acción Nacional, con anterioridad perteneció al Partido Revolucionario Institucional, se ha desempeñado como Presidente Municipal y senador por Campeche.
Sebastián Calderón Centeno es Piloto de Marina Mercante Nacional egresado de la Escuela Náutica "Antonio Gómez Maqueo" de Mazatlán, Sinaloa. Como miembro del PRI ocupó los cargos de Secretario de Divulgación Ideológica del Comité estatal de Campeche entre otros y en el Sindicato Nacional de Pilotos de Puerto, fue presidente de la Delegación en Ciudad del Carmen, Campeche y miembro del Comité Ejecutivo Nacional.
Renunció al PRI y se unió al PAN, que en 2000 lo postuló candidato a presidente municipal del Carmen, Campeche, cargo que ocupó hasta 2003, cuando fue elegido diputado federal a la LIX Legislatura por el II Distrito Electoral Federal de Campeche y en 2006 fue elegido senador de primera minoría por el estado de Campeche.
El 31 de enero de 2009 se registró oficialmente como precandidato de su partido a Gobernador de Campeche, para el proceso electoral del 5 de julio del mismo año.
En los primeros meses del 2012 manifestó su deseo de ser nuevamente candidato a la Presidencia Municipal de Carmen, en el proceso interno compitió contra su hijo Luis Alberto Calderón Barrera, Gloria Aguilar de Ita (quien fue su suplente en el trienio 2000-2003), Jorge Rosiñol Abreu (quien también fue alcalde), Jorge Nordhausen Carrizales, y Lourdes Solís Sierra. Finalmente el 4 de abril de 2012, fue designado como Candidato a la Presidencia Municipal del Carmen por el PAN